# Велики Луг
Велики Луг је река у Србији која извире испод Космаја на надморској висини од 445 метара недалеко од села Бабе. Дугачка је 37 km и улива се у Кубршницу код села Ратари. Протиче кроз град Младеновац. Прима неколико мањих притока, поток Трнаву код Неменикућа, затим Јабланицу код Међулужја и Милатовицу код Јагњила,